# Piqueurhof

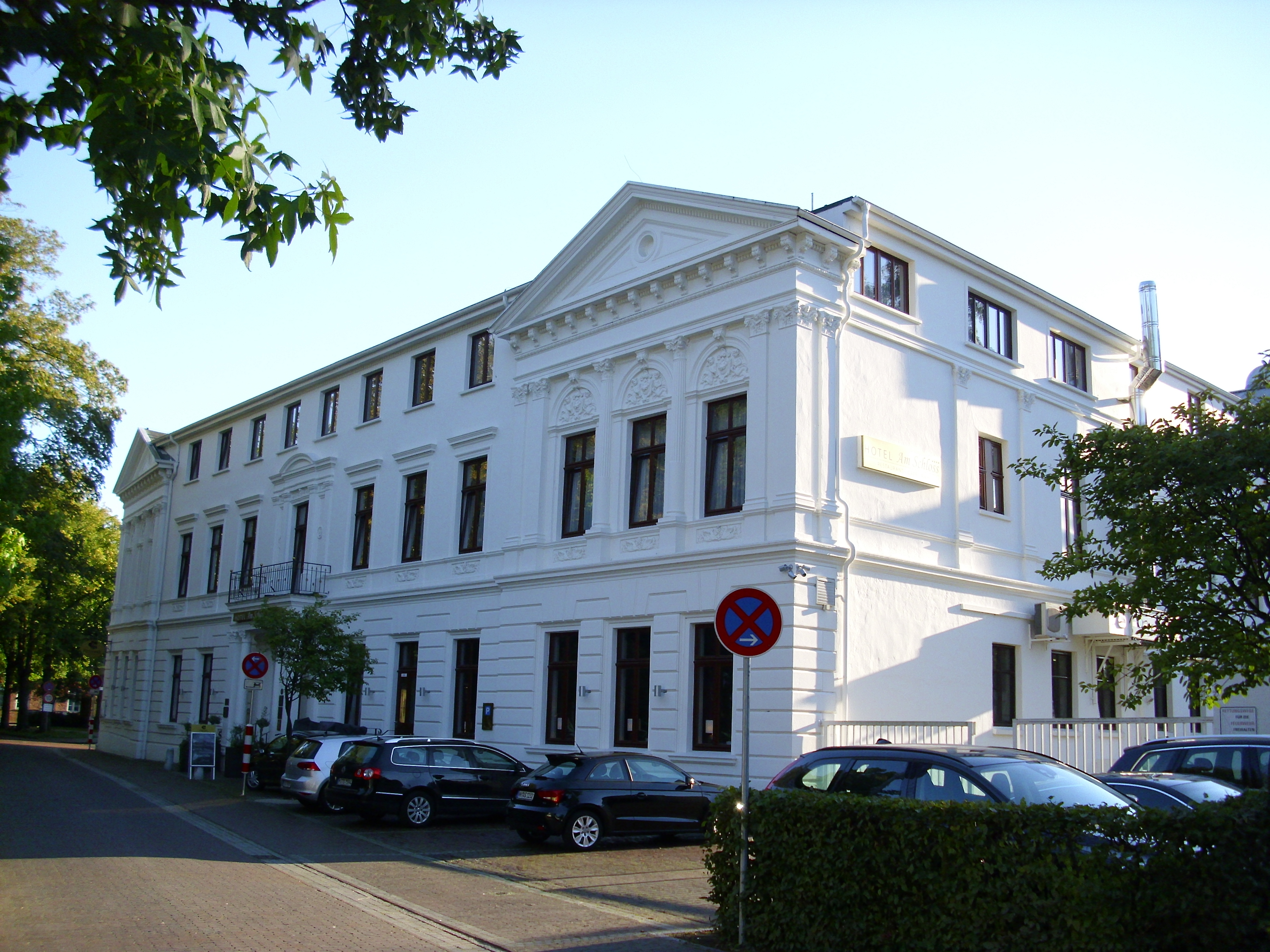
Aurich, Hotel am Schloss, von der Bahnhofstraße aus gesehen (September 2015)

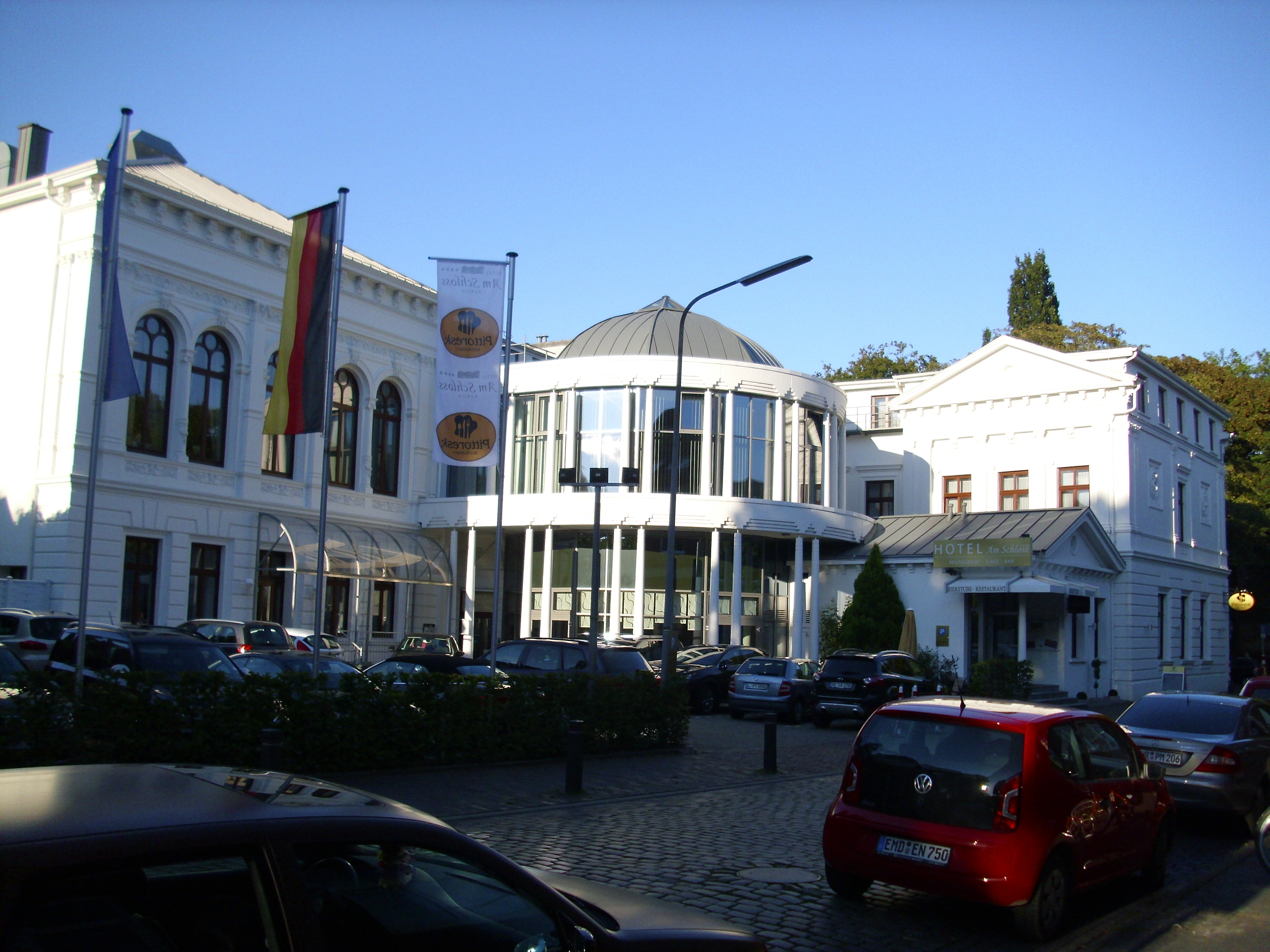
Aurich, Hotel am Schloss, Ansicht von der Burgstraße aus (September 2015)

Das ehemalige Hotel Piqueurhof (seit 2012: Hotel am Schloss) ist ein unter Denkmalschutz stehendes Gebäude in der ostfriesischen Kreisstadt Aurich (heute: Landkreis Aurich, Niedersachsen). Es hat die Adresse Bahnhofstraße 1. Die neuen Eigentümer ließen das denkmalgeschützte neoklassizistische Gebäude, das sie zuvor bei einer Zwangsversteigerung erworben hatten, im Jahre 2013 aufwendig sanieren.

## Geschichte
Auf dem Grundstück befand sich im 12. Jahrhundert ein Herrschaftsstützpunkt der Oldenburger Grafen. Diesen bauten die Häuptlinge aus dem Geschlecht der tom Brok um 1380 zu einer Burg in Form eines mehrgeschossigen Wohnturm aus Backstein im Typus eines friesischen Steinhauses aus. Diese Burg übernahm der bei der Schlacht auf den Wilden Äckern siegreiche Focko Ukena mit den Herrschaftsgebieten der tom Brok. Fortan bewohnten sein Sohn Udo und dessen Frau Hima Itzinga aus Norden das Steinhaus. Um 1430 schleiften die im Freiheitsbund der Sieben Ostfrieslande unter der Leitung des Häuptlingsgeschlechts der Cirksena vereinten Gegner Focko Ukenas die Burg im Ringen um die Vorherrschaft in Ostfriesland. Heute ist von ihr nichts mehr erhalten. Bei Ausgrabungen im Jahre 1986 wurden Reste von Gräben, Mauerwerk, Steinpflasterungen und einer Brandschicht, in der sich Eisengerätschaften und Schlacke befanden, gefunden.
Die Cirksena traten die Nachfolge der Ukenas an. Sie nutzten das leerstehende Grundstück für wirtschaftliche Zwecke. Fürstin Christine Charlotte gründete auf dem Platz im Jahre 1682 eine „Anstalt zur Butter- und Käsebereitung“. Die Leitung übertrug sie einem Niederländer. Fürst Georg Albrecht ließ von 1710 bis 1713 zwei große Scheunen im Gulfhausstil errichten, die Heu- und die Torfscheuer. Hinter letzterer befanden sich der Hühnerstall sowie der Küchengarten des Schlosses. Zwischen beiden stand ein Reithaus mit Stall, der so genannte Pikierhof. Er hat seinen Namen von den einst die Burgwache bildenden Pikenieren. Eine andere Theorie geht davon aus, dass der Name von den auf dem Gelände stationierten Pikören (franz. Piqueur) hat. So hießen die berittenen Jäger des Herrscherhauses mit Hundemeute.
Nachdem Ostfriesland an Preußen gefallen war, hatten die neuen Machthaber keine Verwendung mehr für das Areal. Sie verkauften die Torfscheuer nebst Grundstück für 1510 Reichstaler an den Auricher Bürger Jannes Meyer. Dieser baute das Gebäude zu einem zweigeschossigen Wohn- und Gasthaus um, in welchem er den Gasthof auf dem Pikierhof eröffnete.

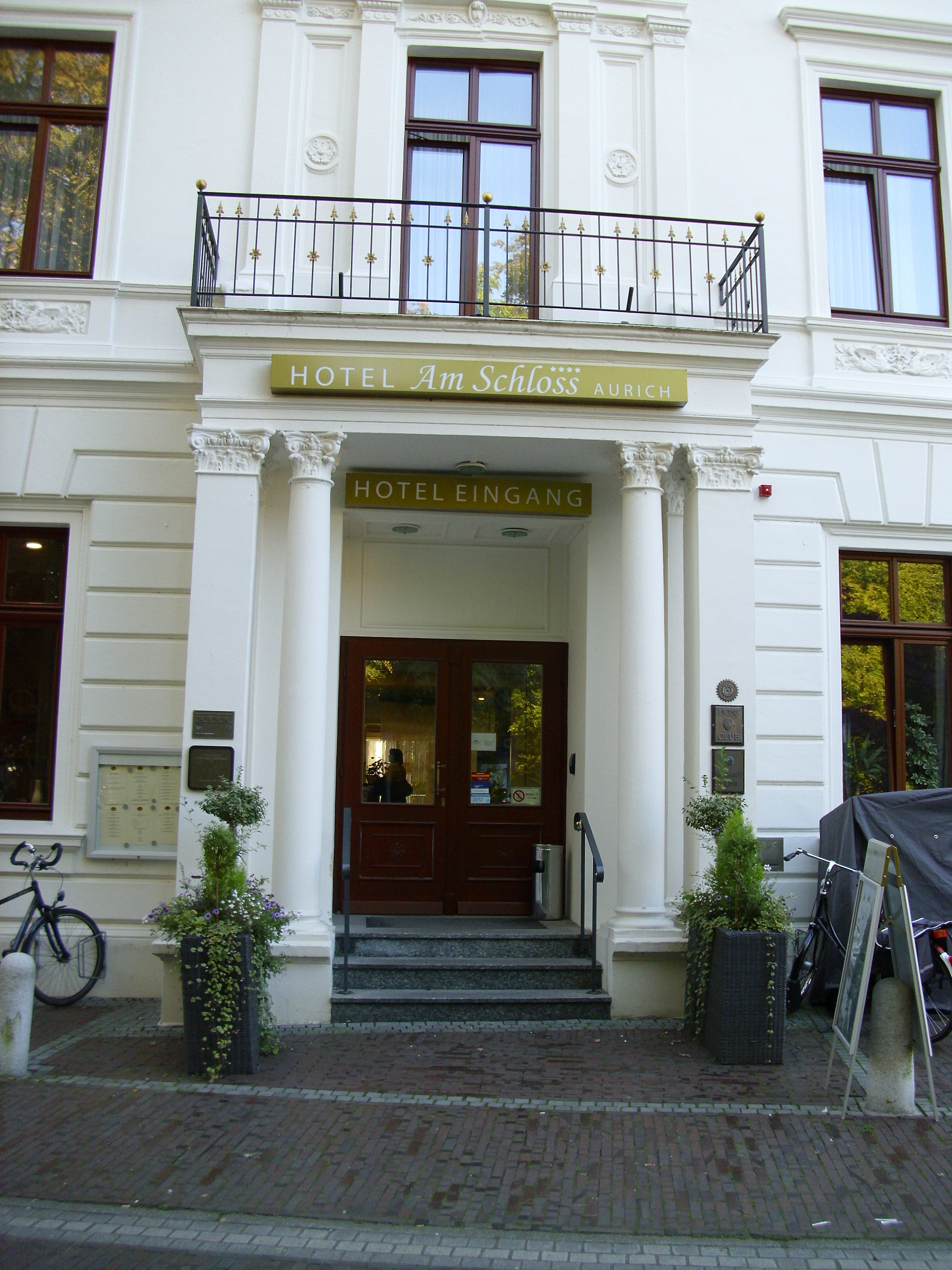
Aurich, Hotel am Schloss, Eingangsbereich in der Bahnhofstraße (September 2015)

Im Jahre 1884 zerstörte ein Brand das Gebäude vollständig. Der Baumeister Johann Wempe baute es danach im Stil des Neoklassizismus neu auf. Aus diesem entwickelte sich nach Veränderungen und Erweiterungen das Hotel Piqueurhof. Es erstreckt sich über sechs Grundstücke, verfügt über zwei Säle, 40 Zimmer (zwei Suiten, 14 Einzelzimmer und 24 Doppelzimmer), ein Schwimmbad und eine Kegelbahn.
Im Jahre 2000 kaufte eine Auricher Unternehmensgruppe das bis dahin in Privatbesitz befindliche Hotel. Anfang 2011 beantragte der Geschäftsführer der Auricher Unternehmensgruppe Insolvenz. Der Piqueurhof wurde daraufhin zwangsversteigert. Den Zuschlag erhielten zwei Unternehmer aus der Nachbargemeinde Großefehn. Die insolvente Unternehmensgruppe hatte sich jedoch noch am 6. Juli 2012 den Markennamen Piqueurhof in Wort und Bild schützen lassen, so dass die Besitzer das Haus umbenennen mussten. Sie führen es seither unter dem Namen Hotel am Schloss.